# Chiesa cattolica in eSwatini
La Chiesa cattolica in eSwatini è parte della Chiesa cattolica universale in comunione con il vescovo di Roma, il papa.

## Storia
I primi missionari ad approdare nell'allora Swaziland furono, nel 1913, i Servi di Maria, che diedero l'avvio all'evangelizzazione attraverso le scuole. Nel 1923 fu eretta la prefettura apostolica dello Swaziland, che nel 1939 fu elevata a vicariato apostolico e nel 1951 a diocesi con il nome di Bremersdorp; nel 1961 assunse il nome di diocesi di Manzini.
Nel 1988 papa Giovanni Paolo II compì la visita pastorale alla Chiesa cattolica del Paese.

## Organizzazione ed istituzioni
La Chiesa cattolica è presente sul territorio con la sola diocesi di Manzini, suffraganea di Johannesburg.
Alla fine del 2019 la Chiesa cattolica in eSwatini contava:
- 17 parrocchie;
- 33 preti;
- 38 suore;
- 75 istituti scolastici;
- 25 istituti di beneficenza.

La popolazione cattolica ammontava a 57.400 battezzati, pari al 4,9% della popolazione.

## Nunziatura apostolica
Santa Sede e Swaziland hanno stabilito normali relazioni diplomatiche il 12 marzo 1992 con il breve Quo plenius confirmentur di papa Giovanni Paolo II. Nel 2018, con il cambiamento del nome ufficiale del Paese, anche la rappresentanza diplomatica ha assunto il nome di nunziatura apostolica in eSwatini.
Sede del nunzio apostolico è la città di Pretoria, nella Repubblica Sudafricana.

### Nunzi apostolici
- Ambrose Battista De Paoli, arcivescovo titolare di Lares (17 aprile 1993 - 11 novembre 1997 nominato nunzio apostolico in Giappone)
- Manuel Monteiro de Castro, arcivescovo titolare di Benevento (2 febbraio 1998 - 1º marzo 2000 nominato nunzio apostolico in Spagna e Andorra)
- Blasco Francisco Collaço, arcivescovo titolare di Ottava (24 giugno 2000 - 17 agosto 2006 ritirato)
- James Patrick Green, arcivescovo titolare di Altino (23 settembre 2006 -  15 ottobre 2011 nominato nunzio apostolico in Perù)
- Mario Roberto Cassari, arcivescovo titolare di Tronto (10 marzo 2012 - 22 maggio 2015 nominato nunzio apostolico a Malta)
- Peter Bryan Wells, arcivescovo titolare di Marcianopoli (13 giugno 2016 - 8 febbraio 2023 nominato nunzio apostolico in Thailandia e Cambogia e delegato apostolico in Laos)
- Henryk Mieczysław Jagodziński, arcivescovo titolare di Limosano, dal 19 luglio 2024

## Conferenza episcopale
L'episcopato di eSwatini è membro della Conferenza dei Vescovi Cattolici dell'Africa Meridionale (The Southern African Catholic Bishops' Conference, SACBC), cui appartengono anche i vescovi del Botswana e del Sudafrica.